# Leesburg (Floryda)
Leesburg – miasto w Stanach Zjednoczonych, w stanie Floryda, w hrabstwie Lake.